# Bałandycze
Bałandycze (biał. Баландзічы, Bałandziczy; ros. Баландичи, Bałandiczi) – wieś na Białorusi, w obwodzie brzeskim, w rejonie janowskim, w sielsowiecie Odryżyn, w pobliżu granicy z Ukrainą.

## Historia
W XIX i w początkach XX w. wieś i majątek ziemski własności Prozorów, położone w Rosji, w guberni grodzieńskiej, w powiecie kobryńskim, w gminie Odryżyn.
W dwudziestoleciu międzywojennym leżały w Polsce, w województwie poleskim, w powiecie drohickim, w gminie Odryżyn.
W 1921 wieś liczyła 645 mieszkańców, zamieszkałych w 109 budynkach, w tym 592 tutejszych i 53 Białorusinów. Wszyscy oni byli wyznania prawosławnego. W folwarku natomiast w 2 budynkach mieszkało 17 osób - 16 tutejszych i 1 Rusin. Wszyscy oni byli wyznania prawosławnego.
Po II wojnie światowej w granicach Związku Sowieckiego. Od 1991 w niepodległej Białorusi.

## Ludzie związani z Bałandyczami
- Maria Magdalena Andrzejkowicz-Buttowt – polska malarka urodzona w Bałandyczach
- Władysław Głowacki - podporucznik rezerwy Wojska Polskiego, właściciel gospodarstwa w Bałandyczach, ofiara z Białoruskiej Listy Katyńskiej